# Ernst van Brunswijk-Grubenhagen (1418-1466)
Ernst van Brunswijk-Grubenhagen (1418- 1466) was de tweede zoon van hertog Erik I van Brunswijk-Grubenhagen en Elisabeth van Brunswijk-Göttingen. Bij het overlijden van zijn vader in 1427 was hij nog minderjarig, waardoor Otto VIII van Brunswijk-Osterode samen met zijn moeder de voogdij waarnemen over Ernst en zijn broers Hendrik III en Albrecht. In 1440 nemen de broers het bestuur over en regereerden gemeenschappelijk Grubenhagen. Bij het overlijden van Hendrik III in 1464 doet ook Ernst troonsafstand en werd kanunnik in Halberstadt. Hij bleef ongehuwd.